# Estación Patricios

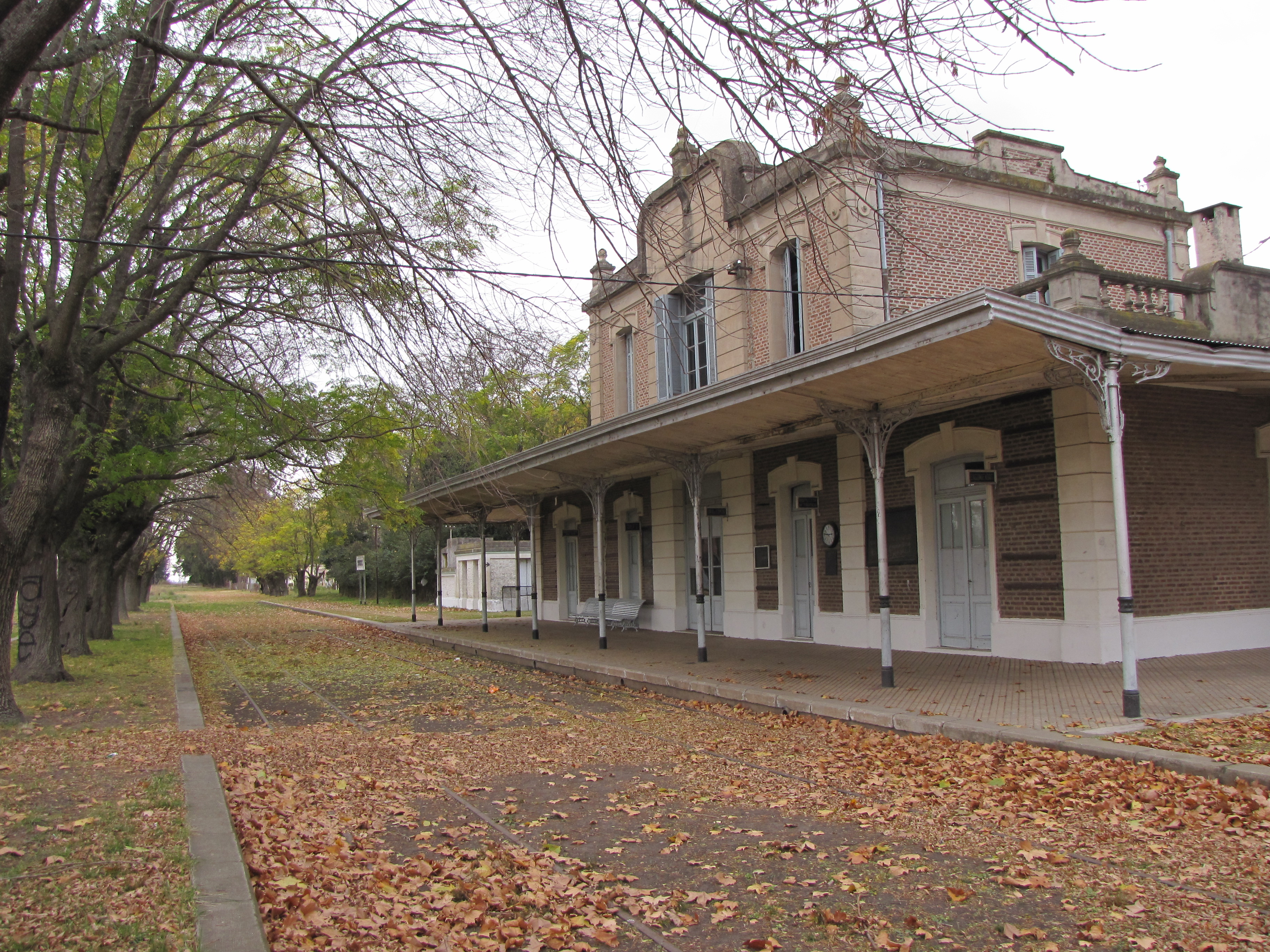
Otra Vista del Edificio Principal de la Estación Patricios

Patricios es una estación ferroviaria ubicada en la pequeña localidad del mismo nombre, partido de Nueve de Julio, Provincia de Buenos Aires, Argentina.

## Ubicación e Infraestructura
La estación se ubica a 16 km de la ciudad de Nueve de Julio y a 246 km de la estación Buenos Aires, la cual fuera la otra cabecera del ramal. 
Junto a la estación se encontraba una importante playa de maniobras, galpón de locomotoras con mesa giratoria.

## Servicios
No presta servicios desde 1961 hacia Victorino de la Plaza y General Villegas y en 1977 en general. La última vez que circuló un tren fue en 1993.

## Historia
La estación era la terminal oeste del ramal proveniente de la estación Villars. Fue inaugurada en 1911 por la Compañía General de Ferrocarriles en la Provincia de Buenos Aires. Con la nacionalización de las vías férreas en 1948, pasó a formar parte del Ferrocarril General Manuel Belgrano.